# Estação Sportivnaia (metro de São Petersburgo)
Sportivnaia (em russo:  Спортивная) é uma das estações da linha Frunzensko-Primorskaia (Linha 5) do metro de São Petersburgo, na Rússia. Estação «Sportivnaia» está localizada entre as estações «Tchkalovskaia» (ao norte) e «Sadovaia» (ao sul).